# 沖縄戦跡国定公園
沖縄戦跡国定公園（おきなわせんせきこくていこうえん）は、沖縄県の沖縄本島南端部、糸満市と島尻郡八重瀬町にまたがる、第二次世界大戦（沖縄戦）の戦跡と自然景観を有する国定公園である。

## 概要

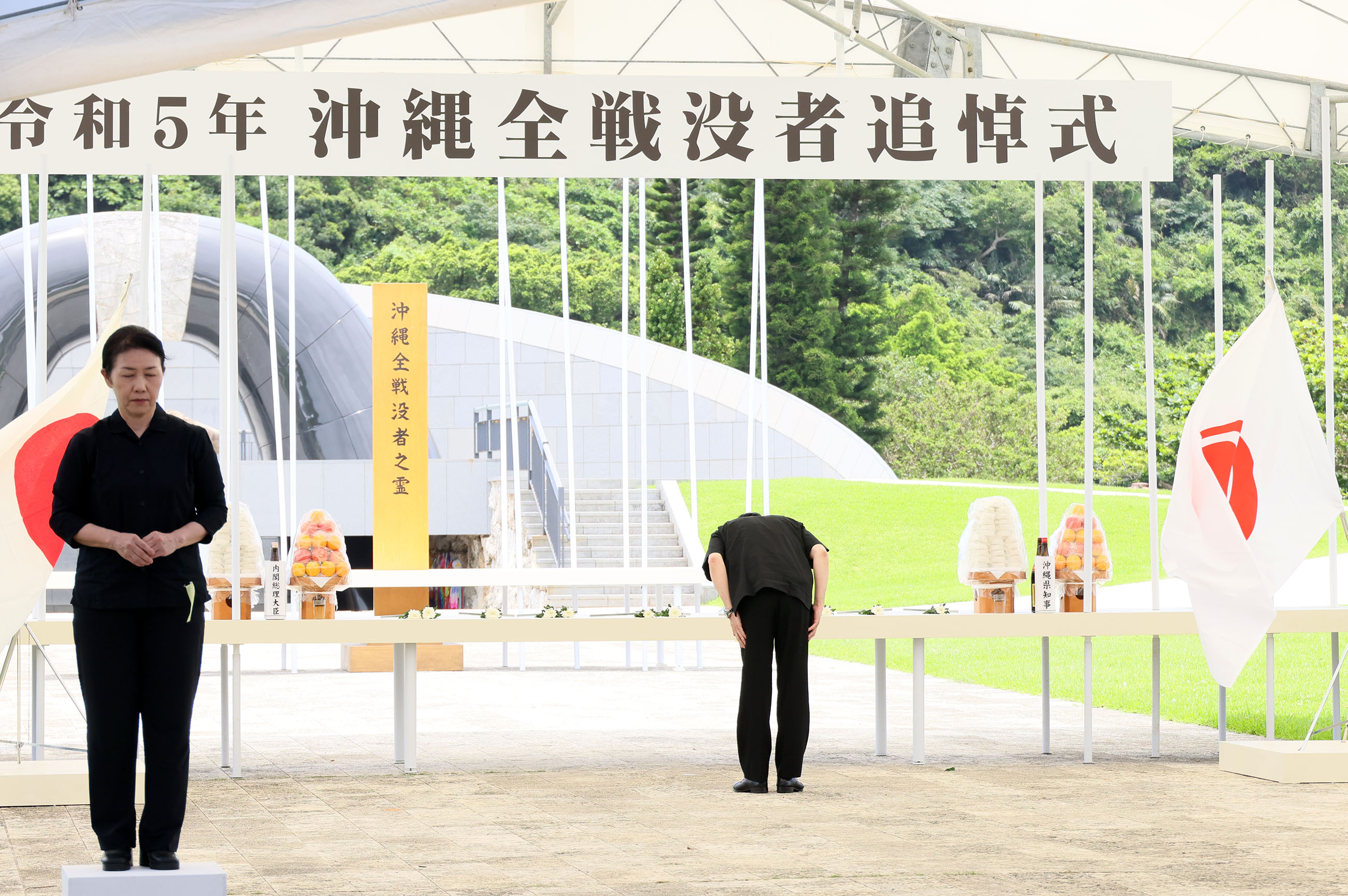
沖縄全戦没者追悼式（2023年）

沖縄戦跡国定公園の指定区域の面積は5,059ha（陸域3,127ha、海域1,932ha）。戦跡としては唯一の国定公園である。
1960年代にアメリカ統治下の沖縄への渡航が容易となったことから、折からの観光ブームのひとつとして日本本土から多数の慰霊団が訪れるようになり、モニュメントの建設を求める声が上がるようになった。1961年11月に日本国和歌山県が「紀乃國之塔」を建設したことを皮切りとして、沖縄本島南部に日本本土の府県が競い合うように慰霊塔を建てる慰霊塔ブームとも呼べる現象が起きた。1965年（昭和40年）、琉球政府立公園に指定され、1972年（昭和47年）の沖縄返還に伴い、国定公園に指定された。
公園内の戦跡は沖縄戦最大の激戦地であり、終焉地である。1945年（昭和20年）5月、アメリカ軍の攻撃により、首里（那覇市）にあった日本軍司令部は、この沖縄本島南端部（島尻）に撤退した。狭い島尻には、南下侵攻するアメリカ軍、避難してきた一般住民と撤退・抗戦する日本軍の軍人が混在し、パニック状態に陥った。結果、狭隘な地形に敵味方が入り乱れる大混戦となり、6月18日にはアメリカ軍沖縄方面最高司令官サイモン・B・バックナー中将も戦線視察中の真栄里で日本軍の砲撃を受けて致命傷を負い、戦死している。日本軍による組織的抵抗は、6月23日に司令官・牛島満中将が摩文仁の司令部壕で自決したことにより終了したが、アメリカ軍は翌7月初めまで掃討戦を続けた。
沖縄県は日本軍の組織的抵抗が終了した6月23日を「慰霊の日」としている。例年この日には、摩文仁の平和祈念公園で、県主催の沖縄全戦没者追悼式が行われる。

## 公園内の慰霊施設等
沖縄戦跡国定公園には、多くの慰霊施設・慰霊碑・慰霊塔がある。慰霊碑・慰霊塔の数は、主要なものだけでも100余にのぼる。

### 沖縄平和祈念公園
国定公園内の東部、糸満市摩文仁（まぶに）地区に所在。付近一帯は摩文仁の丘とも呼ばれる。園内には、国立沖縄戦没者墓苑・平和の礎（いしじ）・黎明之塔、日本各県出身地別の慰霊・平和祈念施設、式典会場や駐車場などの付属施設もある。公園に隣接して沖縄平和祈念資料館・沖縄平和祈念堂がある。
2021年4月16日に沖縄県は、2020年東京オリンピックの沖縄県内の聖火リレールートにおいて、新型コロナウイルス感染症の流行状況に伴うまん延防止等重点措置の期間延長等を鑑みて、一般観衆の公道対流防止策として、沖縄本島の公道ルート走行を中止し、当該公園を代替ルートとして設定。
2021年5月2日の聖火リレー第2日目は、平和の丘横の南北通路を起点に14人のランナーが概ね100m交代で平和記念堂や平和の礎を横目に周辺を走破し、平和式典ゾーンのイベントステージではKiroroの2人が歌唱し、本島ルートの代替に花を添えた。
毎年5月の子供の日には「平和祈念こいのぼりまつり」も開催している。

#### 各県の慰霊碑一覧
摩文仁の丘にある各県出身地別慰霊・平和記念施設は下表の通り。
| 都道府県 | 慰霊碑名称     | 建立日                                  | 合祀者数（沖縄戦・南方地域・その他）    | 管理団体                                   |
| -------- | -------------- | --------------------------------------- | --------------------------------------- | ------------------------------------------ |
| 青森県   | みちのくの塔   | 昭和39年11月11日                        | 19,847柱（544柱・19,303柱・0柱）        | 青森県遺族連合会                           |
| 岩手県   | 岩手の塔       | 昭和41年10月20日                        | 34,860柱（653柱・20,697柱・13,510柱）   | 岩手県                                     |
| 宮城県   | 宮城之塔       | 昭和43年2月20日                         | 45,500余柱（582柱・?柱・?柱）           | 宮城県                                     |
| 秋田県   | 千秋の塔       | 昭和37年1月30日（昭和59年12月26日移転） | 12,432柱（432柱・12,000柱・0柱）        | 秋田県                                     |
| 福島県   | ふくしまの塔   | 昭和41年10月26日（昭和62年改修）        | 66,304柱（942柱・23,947柱・41,415柱)    | 福島県遺族会                               |
| 茨城県   | 茨城の塔       | 昭和39年11月20日                        | 38,000余柱（610柱・約38,200柱・0柱）    | 茨城県遺族連合会                           |
| 栃木県   | 栃木の塔       | 昭和41年11月９日                        | 31,495柱（676柱・30,819柱・0柱）        | 栃木県遺族連合会                           |
| 群馬県   | 群馬之塔       | 昭和38年2月1日                          | 30,771柱（847柱・29,924柱・0柱）        | 群馬県遺族会                               |
| 埼玉県   | 埼玉の塔       | 昭和41年11月25日                        | 28,031柱（1,040柱・26,991柱・0柱）      | 埼玉の塔管理委員会                         |
| 千葉県   | 房総之塔       | 昭和40年12月3日（平成8年10月改修）      | 35,693柱（1,608柱・34,085柱・0柱）      | 千葉県                                     |
| 神奈川県 | 神奈川の塔     | 昭和40年11月26日                        | 40,680名（1,678柱・39,002柱・0柱）      | 神奈川県                                   |
| 新潟県   | 新潟の塔       | 昭和50年12月28日                        | 41,960柱（1,117柱・40,843柱・0柱）      | 新潟の塔奉賛会                             |
| 富山県   | 立山の塔       | 昭和40年11月5日                         | 14,872柱（876柱・13,996柱・0柱）        | 富山県南方戦没者沖縄慰霊塔奉賛会           |
| 石川県   | 黒百合の塔     | 昭和37年11月7日                         | 1,069柱（901柱・168柱・0柱）            | 石川県遺族連合会                           |
| 福井県   | 福井之塔       | 昭和41年10月17日                        | 24,507柱（1182柱・23,325）              | （一財）福井県遺族連合会                   |
| 長野県   | 信濃之塔       | 昭和39年4月1日                          | 55,405柱（1,294柱・21,811柱・32,300柱)  | 長野県                                     |
| 岐阜県   | 岐阜県の塔     | 昭和41年3月25日                         | 26,831 柱（907柱・25,924柱・0柱）       | 岐阜県沖縄及び南方諸地域戦没者慰霊塔奉賛会 |
| 静岡県   | 静岡の塔       | 昭和41年4月30日                         | 40,409柱（1,607柱・38,802柱・0柱）      | 静霊奉賛会                                 |
| 愛知県   | 愛國知祖之塔   | 昭和40年11月15日（平成6年11月17日移転） | 約51,000柱（2,974柱・?柱・?柱）         | 愛知県                                     |
| 三重県   | 三重の塔       | 昭和40年6月26日                         | 53,000柱（2,600柱・31,300柱・19,100柱） | 三重県                                     |
| 滋賀県   | 近江の塔       | 昭和39年11月25日（平成3年10月22日改修） | 1,697柱（?柱・?柱・0柱）                | 近江の塔維持管理会                         |
| 大阪府   | なにわの塔     | 昭和40年4月26日（平成6年3月改修）       | 35,000余柱（2,400余柱・32,600柱・0柱）  | 大阪府遺族連合会                           |
| 兵庫県   | のじぎくの塔   | 昭和39年6月13日（平成8年3月改修）       | 3,073柱（3,073柱・0柱・0柱）            | 兵庫県遺族会                               |
| 岡山県   | 岡山の塔       | 昭和40年10月21日（昭和61年3月25日改修） | 33,799柱（1,578柱・32,221柱・0柱）      | 岡山県                                     |
| 山口県   | 防長英霊の塔   | 昭和41年11月6日                         | 24,447柱（1,043柱・23,404柱・0柱）      | 山口県南方地域戦没者慰霊奉賛会             |
| 徳島県   | 徳島の塔       | 昭和40年12月5日                         | 1,597柱（941柱・656柱・0柱）            | 徳島県遺族会                               |
| 愛媛県   | 愛媛之塔       | 昭和37年10月17日                        | 2077柱                                  | （一財）愛媛県遺族会                       |
| 福岡県   | 福岡の慰霊の塔 | 昭和41年12月10日                        | 4,015柱(4,015柱・0柱・0柱)              | 福岡県                                     |
| 佐賀県   | はがくれの塔   | 昭和40年10月17日                        | 約28,000柱（914柱・27,000柱・0柱）      | 佐賀県遺族会                               |
| 長崎県   | 鎮魂長崎の塔   | 昭和41年9月吉日                         | 35,000柱（?柱・?柱・?柱）               | 長崎県戦没者慰霊奉賛会                     |
| 熊本県   | 火乃国之塔     | 昭和38年5月5日                          | 2,009柱（?柱・?柱・?柱）                | 熊本県遺族連合会                           |
| 鹿児島県 | 安らかに       | 昭和39年11月21日                        | 2,582柱（2,582柱・0柱・0柱）            | 鹿児島県                                   |

表に無い都道府県の慰霊碑は摩文仁の丘以外に設置されている。
沖縄戦戦没者を含め、日中戦争以後の全ての戦線の戦没者を合祀しており、合計で1,277,163柱の戦没者が合祀されている（沖縄戦での戦没者は72,525柱）。

#### 沖縄県平和祈念資料館
沖縄県平和祈念資料館は、「第二次世界大戦で貴い命を失ったすべての人々に哀悼の意を表すとともに、悲惨な戦争の教訓を後世に伝え、世界の恒久平和の実現に寄与するため」に平和祈念公園内に設置された資料館である（沖縄県平和祈念資料館及び平和の礎の設置及び管理に関する条例1条）。1975年（昭和50年）に開館した。沖縄戦に関連する軍関係文書や個人所蔵の文書、ひめゆり学徒の手記などが収蔵・展示されている。館内の展示は、「沖縄戦への道」、「戦場の住民」、「証言の部屋」、「収容所から」の4部で構成される。証言も聞ける。

#### 沖縄平和祈念堂
沖縄平和祈念堂は、恒久平和を祈念して平和祈念公園内に建造された高さ45m、七角形の堂塔である。内部には沖縄平和祈念像が置かれ、周囲には平和の鐘・美術館などが配されている。

#### 国立沖縄戦没者墓苑
国立沖縄戦没者墓苑は、18万余柱の遺骨が安置されている納骨・慰霊施設である。1979年（昭和54年）2月に建立された。赤瓦が葺かれた参拝所と石を積み上げた琉球墳墓風の納骨堂、それを囲む広場からなる。近くには各府県や各種団体の慰霊碑・慰霊塔が多数建立されている。

#### 平和の礎
平和の礎は、世界の恒久平和を願い、国籍や軍人・民間人の区別なく、沖縄戦などで亡くなった全ての人々の氏名を刻んだ祈念碑である。1995年（平成7年）6月に太平洋戦争・沖縄戦終結50周年を記念して建立された。海岸線を見渡す平和の広場に建てられた、屏風型の花崗岩に銘が刻まれる。現在も追加刻銘を受け付けており、刻銘者数は2014年（平成22年）6月23日時点で24万1336人。

#### 黎明之塔
黎明之塔は、第32軍司令官・牛島満中将と参謀長・長勇中将を祀る慰霊塔である。戦跡と太平洋を見渡す丘の上に所在し、司令官が自決した司令部壕跡の上に建つ。塔は自決する牛島軍司令官の後姿を象ったものとされている。このため、「住民を死に追いやった旧日本軍の軍人を美化する塔だ」として、沖縄の県内メディアからは批判されている。一部の市民団体などは塔の撤去を求めている。

#### 島守之塔
島守之塔は、沖縄戦で殉職した島田叡知事（兵庫県出身）と県職員453名を祀る慰霊塔である。1951年（昭和26年）に旧県庁の生存者三百数十人や県民を中心とした浄財の寄付により建立された。

### 糸満市米須霊域
糸満市米須霊域は、平和祈念公園から2.5kmほど南西の糸満市米須（こめす）にある霊域である。域内には、各都道県の慰霊碑や、有川中将以下将兵自決の壕・慰霊塔などがある。また、中心にある「魂魄の塔」（こんぱくのとう）は、沖縄戦に関連して沖縄各地に存在する慰霊塔のうち最古のものとされている。霊域西側には、1993年（平成5年）の第44回全国植樹祭の会場となった沖縄県平和創造の森公園が広がる。

### ひめゆりの塔
ひめゆりの塔は、糸満市米須霊域の北、糸満市米須に建つ。沖縄戦で亡くなった沖縄師範学校女子部・沖縄県立第一高等女学校の職員・生徒、計219人が合祀される慰霊塔である。沖縄師範学校女子部・沖縄県立第一高等女学校の職員・生徒で編成されたひめゆり学徒隊は、主に沖縄陸軍病院の看護要員として動員された。

## アクセス
路線バス
- 平和祈念堂入口バス停
82番（玉泉洞糸満線）　琉球バス交通　※平日、土曜、休日とも1時間に1本程度の運行。

## ギャラリー

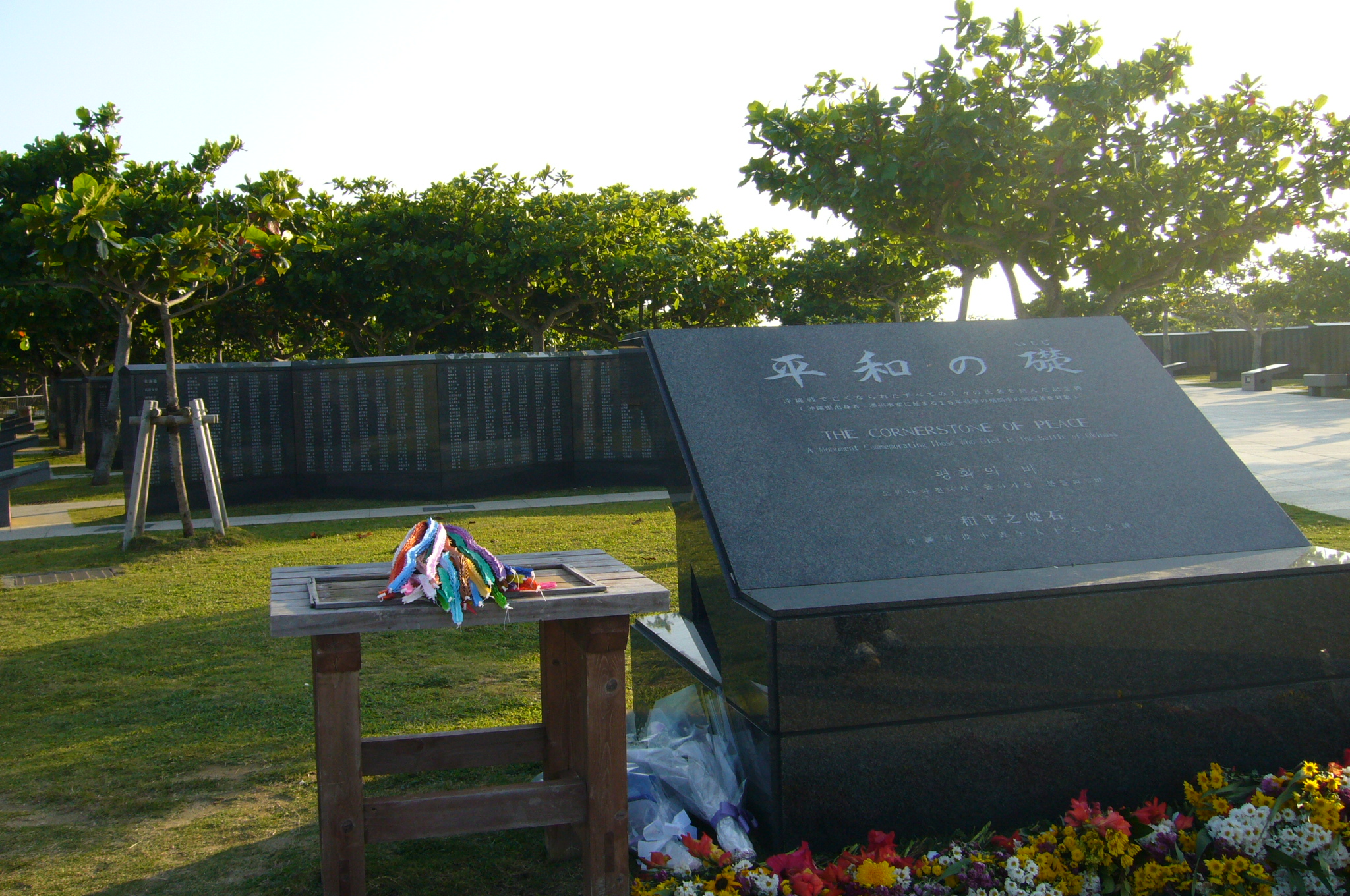
平和の礎
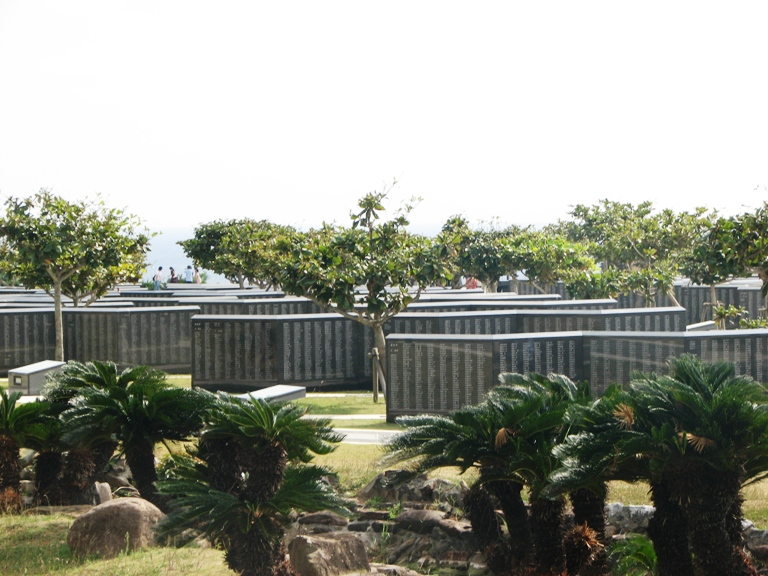
平和の礎
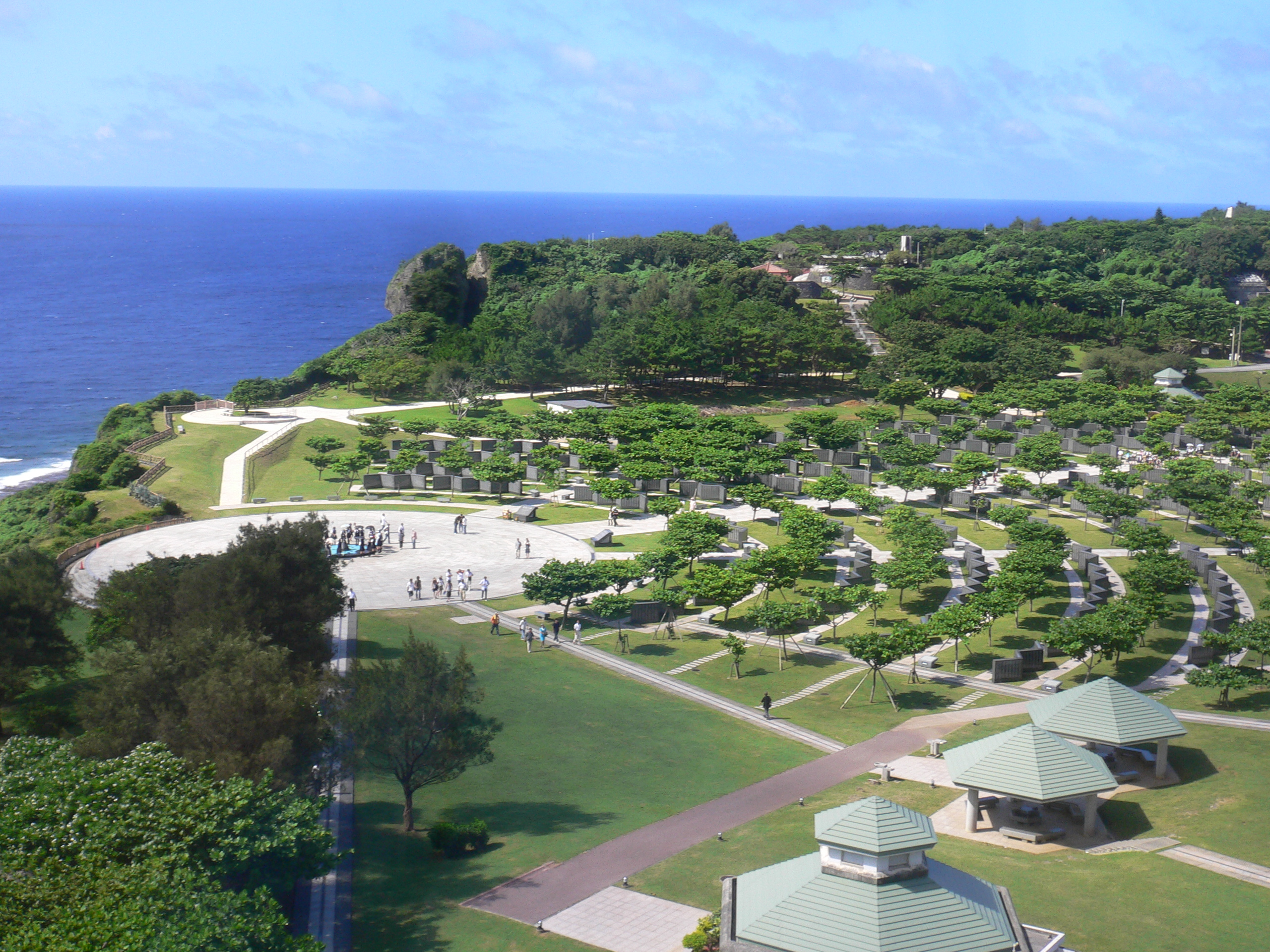
平和の礎
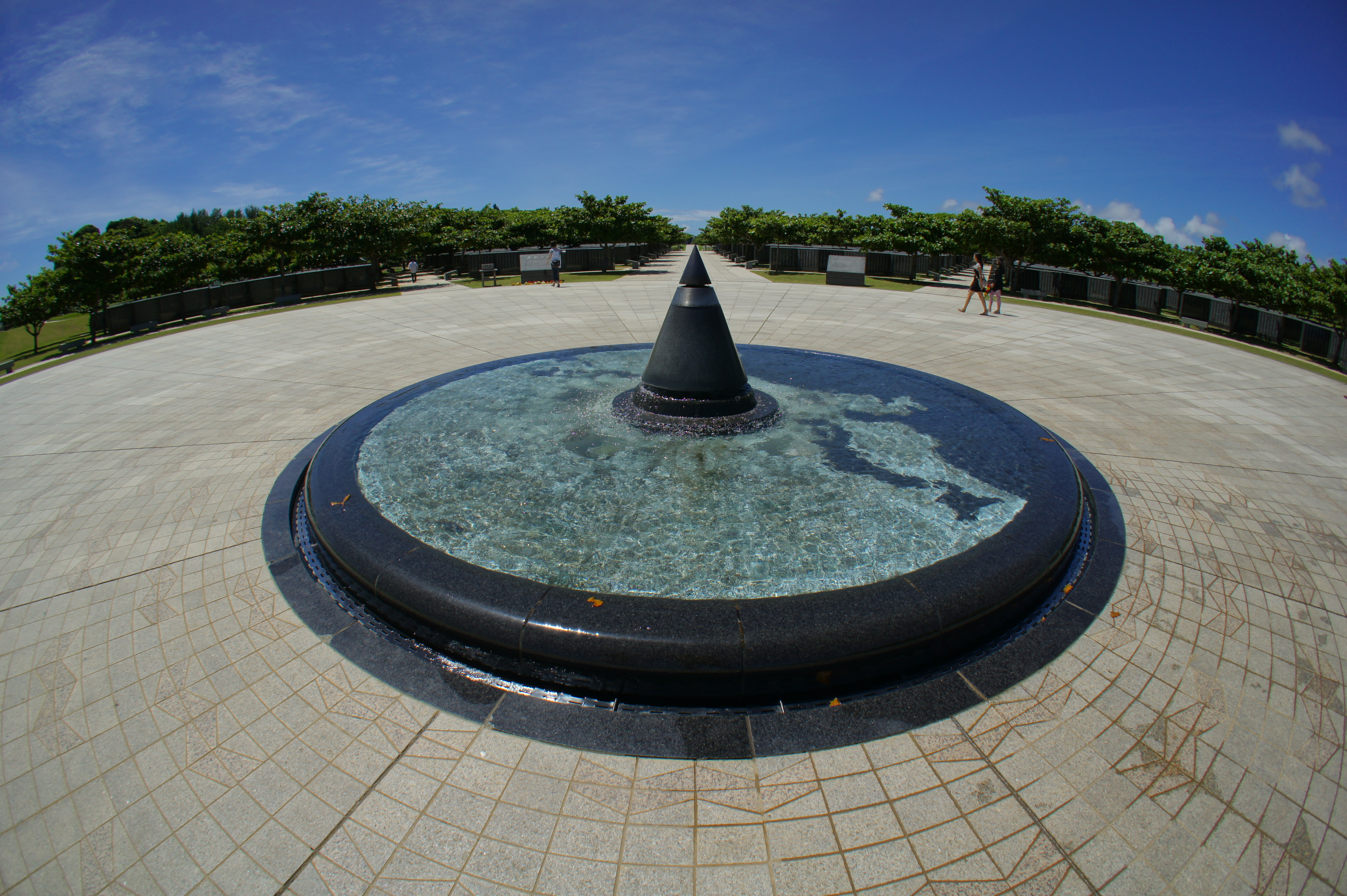
平和の広場
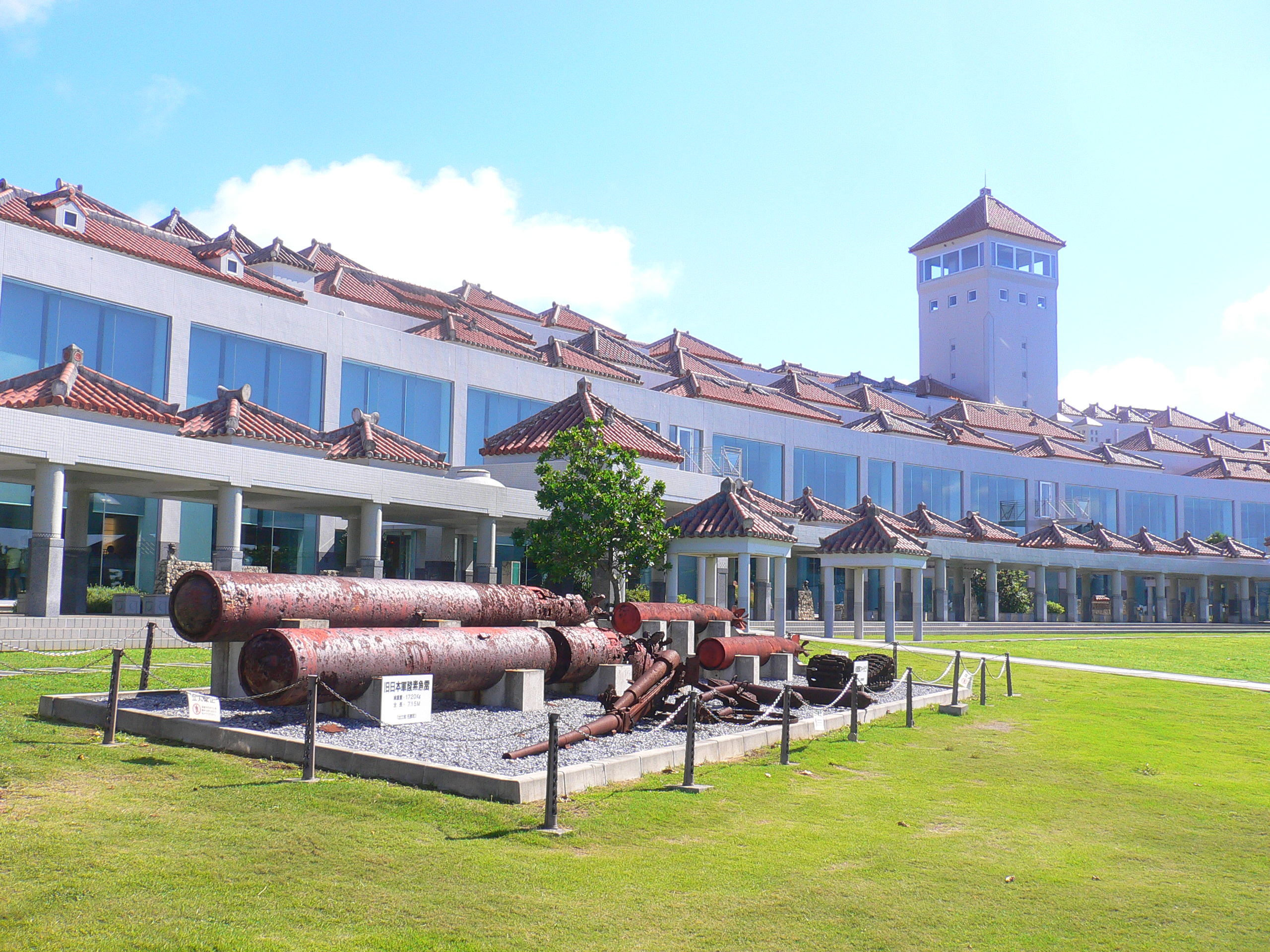
県平和祈念資料館
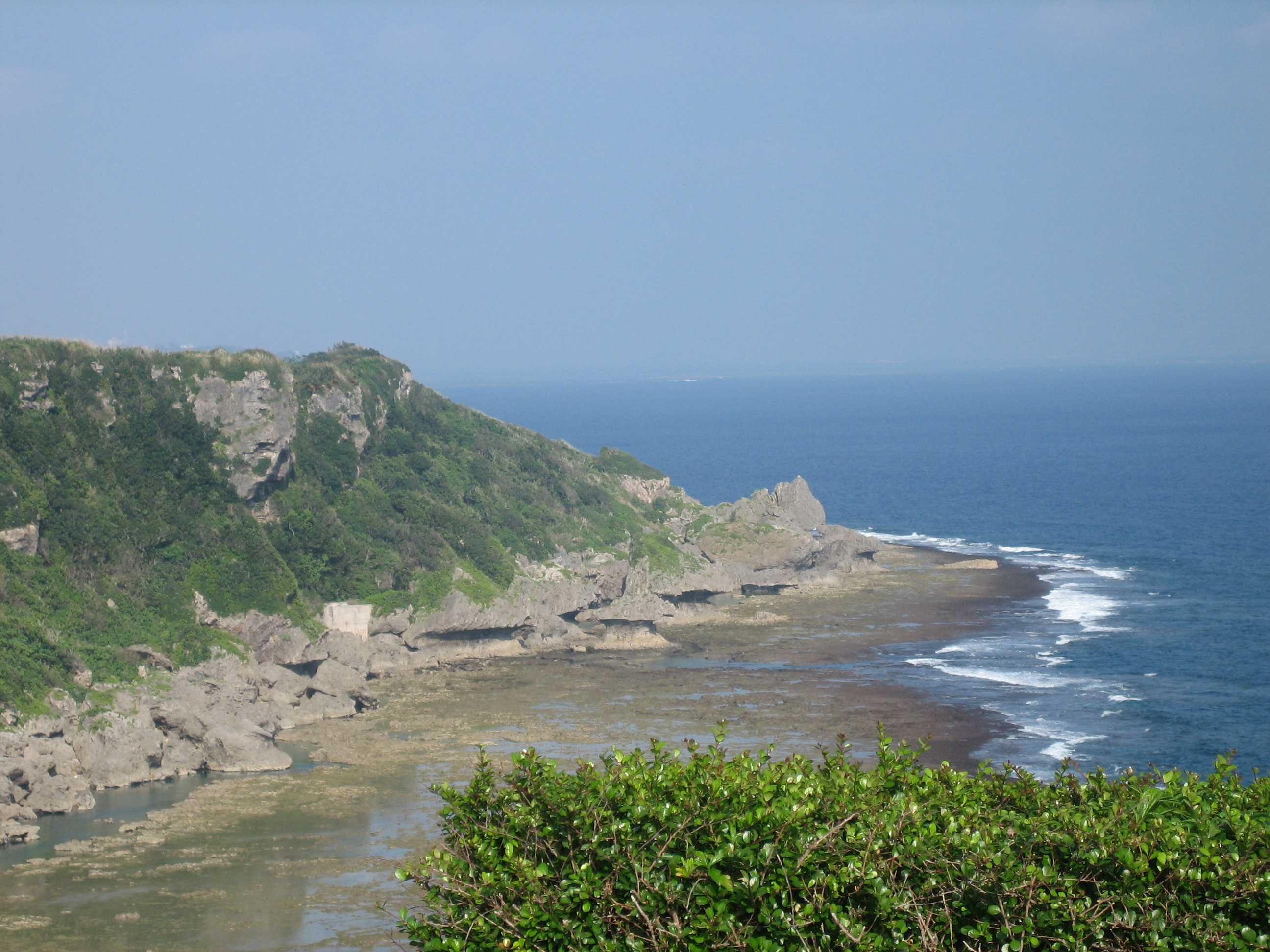
沖縄戦跡国定公園の展望台から眺める摩文仁の丘
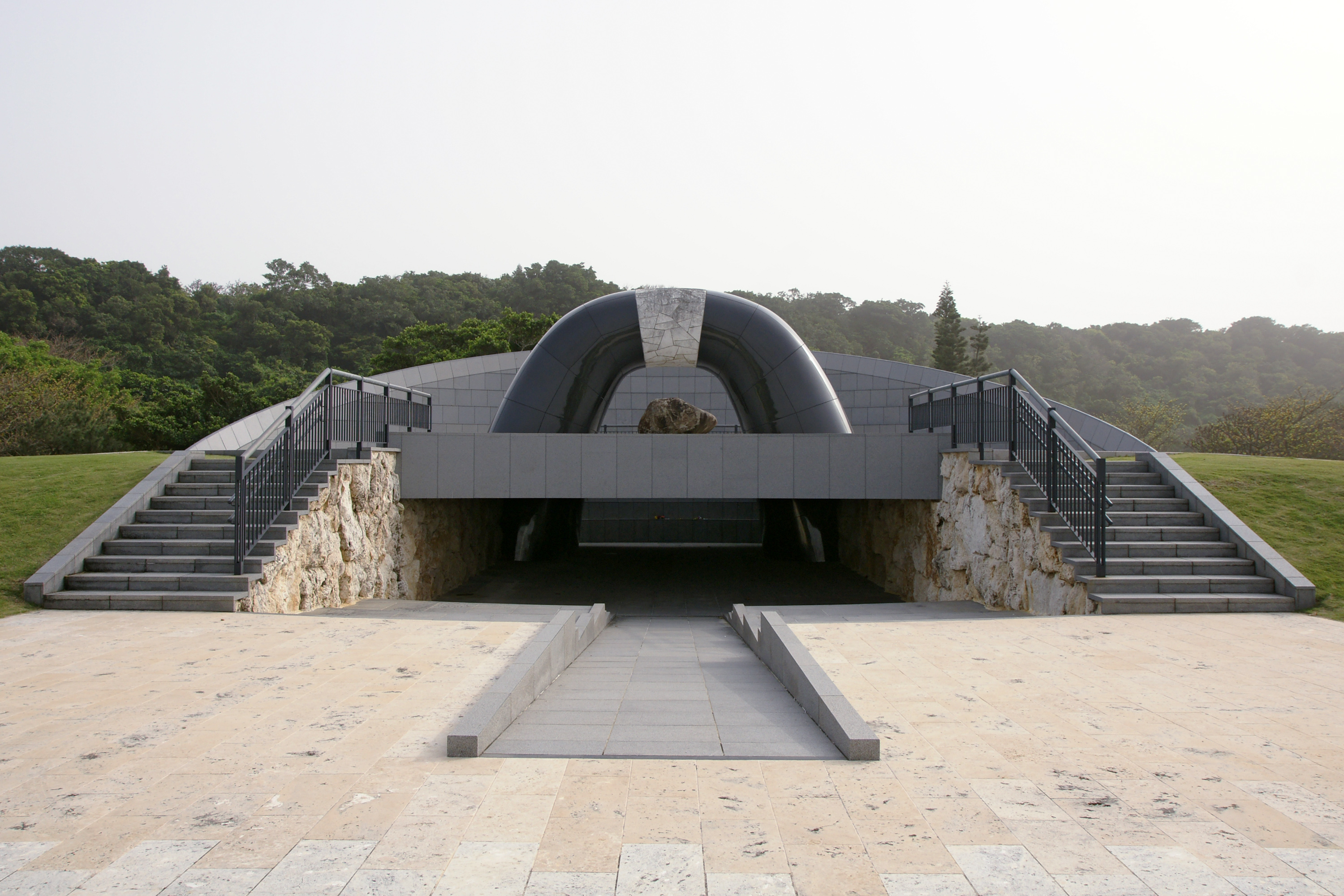
平和の丘
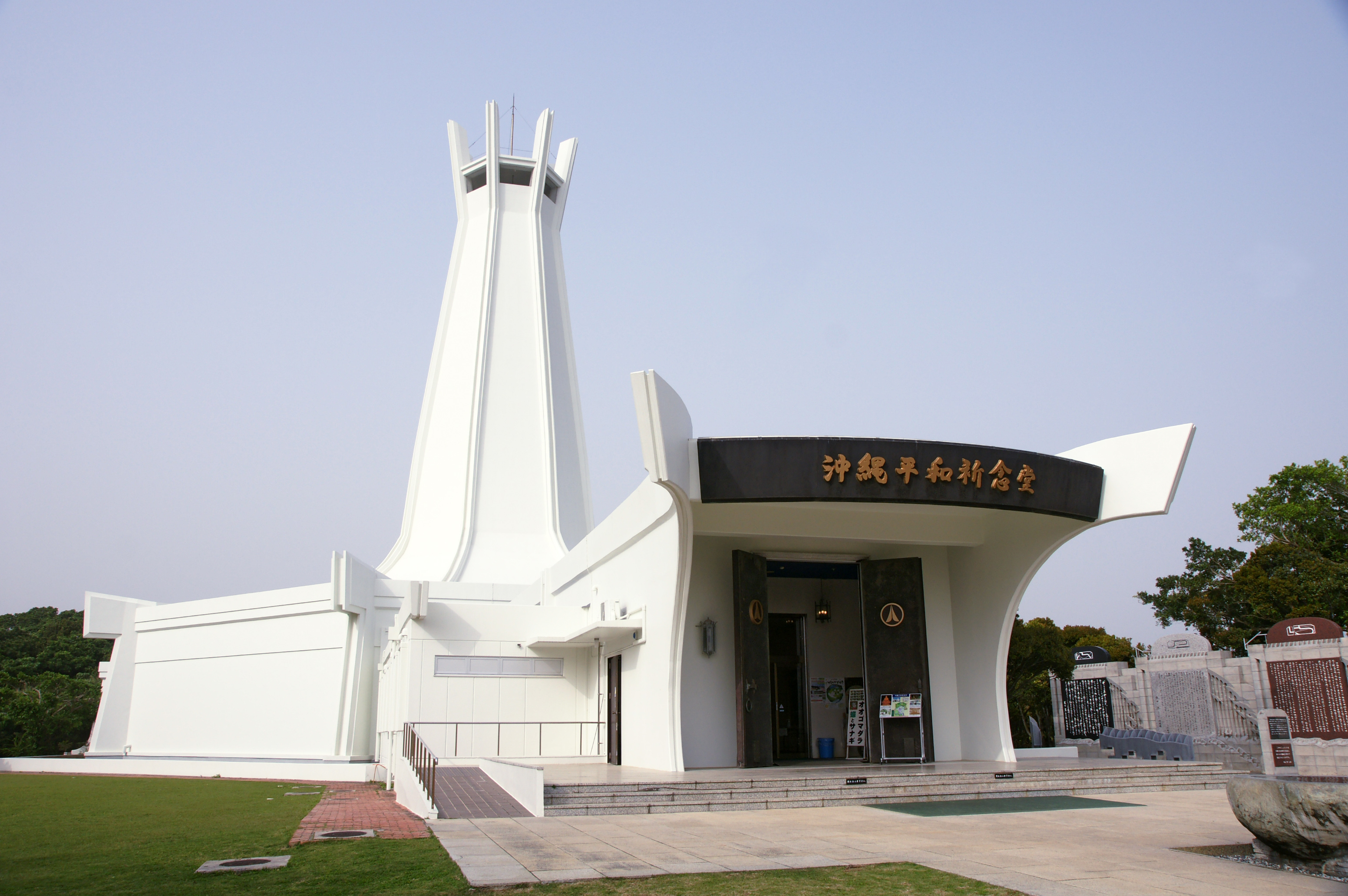
沖縄平和祈念堂
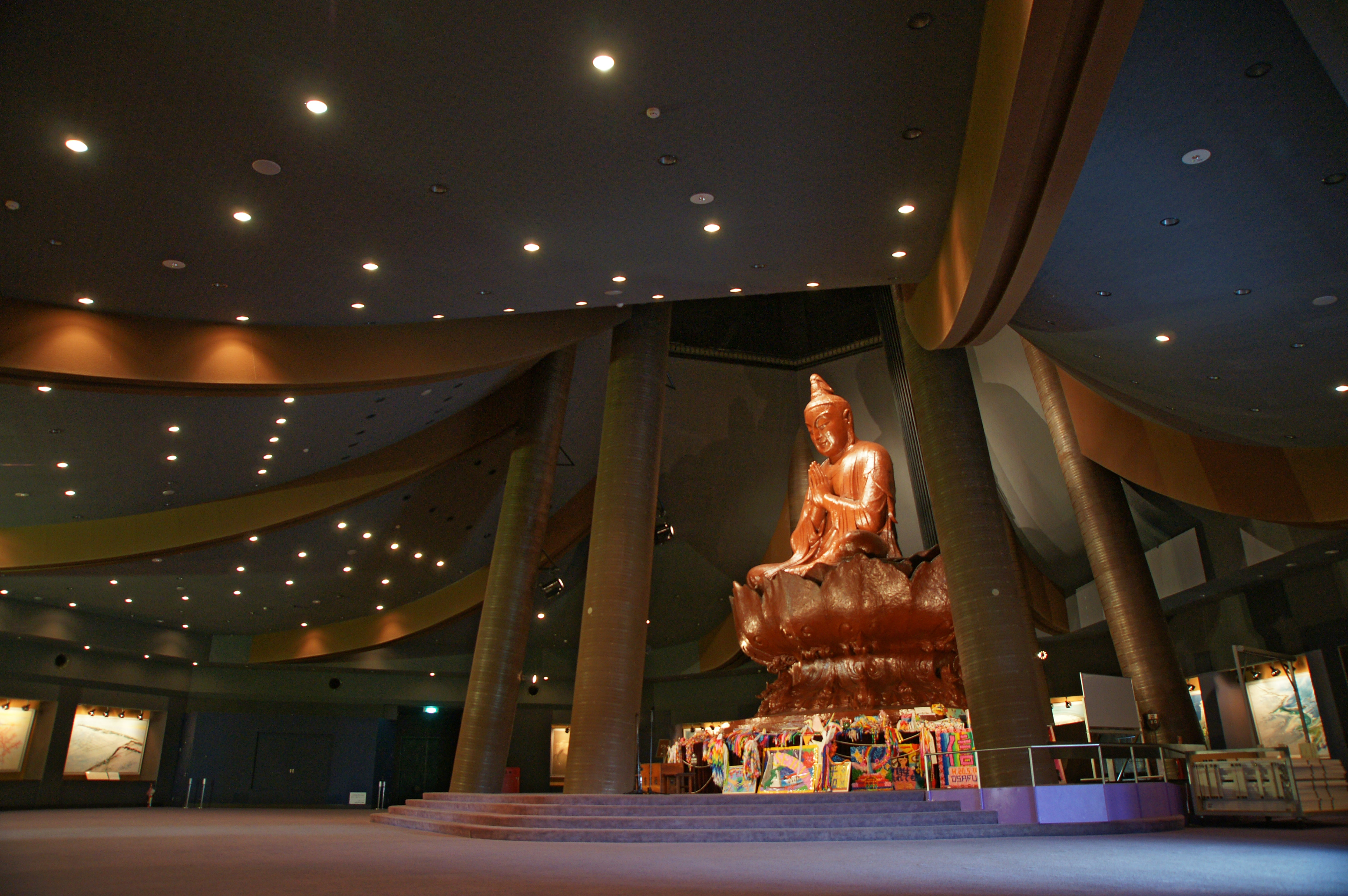
沖縄平和祈念像
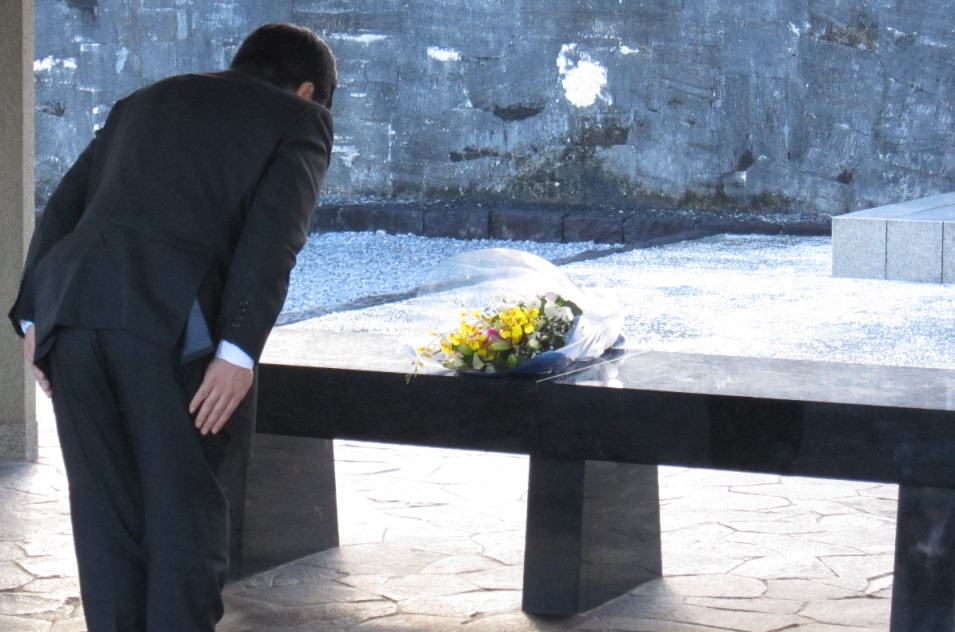
国立沖縄戦没者墓苑を参拝する枝野幸男（2011年1月22日）
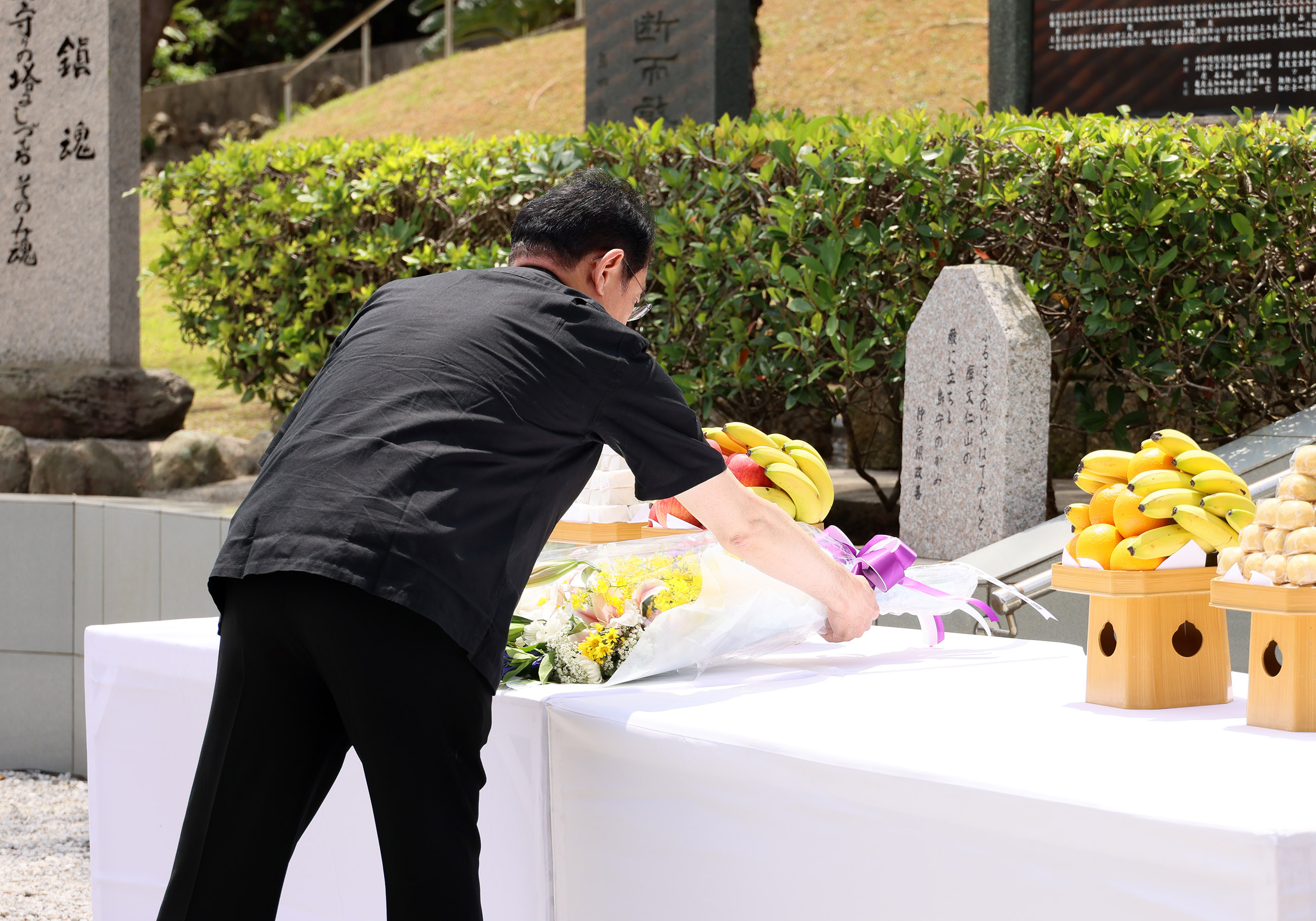
島守之塔を参拝する岸田文雄（2023年6月23日）